# Mr. Magorium e la bottega delle meraviglie
Mr. Magorium e la bottega delle meraviglie (Mr. Magorium's Wonder Emporium) è un film del 2007 diretto da Zach Helm. Il film è una co-produzione tra Regno Unito, Francia, Germania e Canada.
Il film è stato candidato per BAFTA al miglior film britannico.

## Trama
Molly Mahoney è una ragazza di 23 anni che vive in modo gioioso e la sua vita è circondata da una certa magia: è infatti entusiasta del suo lavoro di direttrice della Bottega delle Meraviglie di Mr. Magorium, un negozio pieno di giocattoli che sembrano avere vita propria. Nonostante questo, non riesce mai a portare a termine niente di tutto quello che inizia a fare; Molly ama suonare il piano e comporre, tant'è che quando era più giovane era ritenuta una promessa della musica, ma non riesce a concludere mai i pezzi che scrive, perché le manca la fiducia in se stessa.
Il proprietario del negozio è Edward Magorium, un simpatico signore che dall'età di 65 anni ha smesso di invecchiare ed ha raggiunto l'età di 243 anni; Mr. Magorium a un certo punto decide che è giunto per lui il momento di passare la sua magica eredità a Molly. Prima di lasciarle definitivamente il negozio assume Henry, un contabile, che definisce "calcolatore mutante", per occuparsi dei registri dei conti dell'Emporio. Henry è una persona con i piedi per terra, che pensa solo al suo lavoro e non riesce proprio a credere alla magia del negozio, nonostante sia sotto i suoi occhi.
Mr. Magorium, prima della definitiva partenza, regala a Molly uno strano oggetto, chiamato "cubo di Congreve", che sembra un semplice pezzo di legno, a cui la ragazza non dà importanza. Molly diventa quindi proprietaria del negozio, che però dalla dipartita di Mr. Magorium (che sparisce nel nulla, viene creduto da tutti morto e come tale trattato) diventa grigio e si spegne con i giocattoli al suo interno. Molly è triste e rassegnata, in quanto si rende conto che dal negozio è sparita la magia che solo Mr. Magorium riusciva a dargli, e decide quindi di venderlo. C'è però un ragazzino, di nome Eric, molto affezionato al negozio, che non si dà per vinto e con l'aiuto di Henry (col quale nel frattempo ha stretto amicizia, e Henry a sua volta si è innamorato di Molly) cerca in tutti i modi di convincere la giovane donna a non vendere l'Emporio.
Con l'aiuto del "calcolatore mutante", la ragazza si convince che anche lei, dentro di sé, ha della magia: in quel momento il cubo di legno regalatole da Mr. Magorium si anima, e con esso l'intero negozio. Molly decide quindi di prendere in mano la situazione, riaccendendo il negozio che ormai sembrava perso nel nulla, e dare vita a una nuova e sfolgorante Bottega delle Meraviglie.

## Produzione
Le riprese del film si sono svolte dal 31 marzo 2006 al 13 giugno dello stesso anno. Il film esce nelle sale cinematografiche britannico il 14 dicembre 2007, mentre in italia il 25 gennaio 2008.

### Sceneggiatura
Per ricoprire il ruolo della sceneggiatura, verso inizio 2007, viene scelto lo stesso Zach Helm, che in questo film ricopre il ruolo di regista. La scelta viene dalla Mandate Pictures, Davis-Films e UK Film Council, quali erano le società di produzione dietro il film.

### Cast
Verso il 2007, il cast del film viene riconfermato. Per la parte di Edward Magorium viene scelto il premio Oscar Dustin Hoffman, dopo la fine delle riprese di Profumo - Storia di un assassino del 2006.
Per la parte di Molly viene scelta l'attrice statunitense di origini israeliane, Natalie Portman, mentre in quella di Henry Weston, l'attore statunitense Jason Bateman.

### Incassi
Il film ha ottenuto negli USA un incasso di circa $32.1 milioni di dollari. In tutto il mondo ha ottenuto un incasso complessivamente $67.5 milioni.
All'anteprima degli USA ha riscosso soltanto $9.6 milioni ed in seguito 3,164 milioni di dollari, all'uscita del 16 novembre 2007.
In Italia il film ha incassato circa 1.560.000 euro.

## DVD
Il DVD è uscito il 4 marzo 2008 insieme alla versione speciale Blu-Ray Disc.

## Trasposizione letteraria
- Il film ha avuto una trasposizione letteraria: Mr. Magorium's Wonder Emporium, scritto da Suzanne Weyn e pubblicato il 1º ottobre 2007.